# Gasteria excelsa

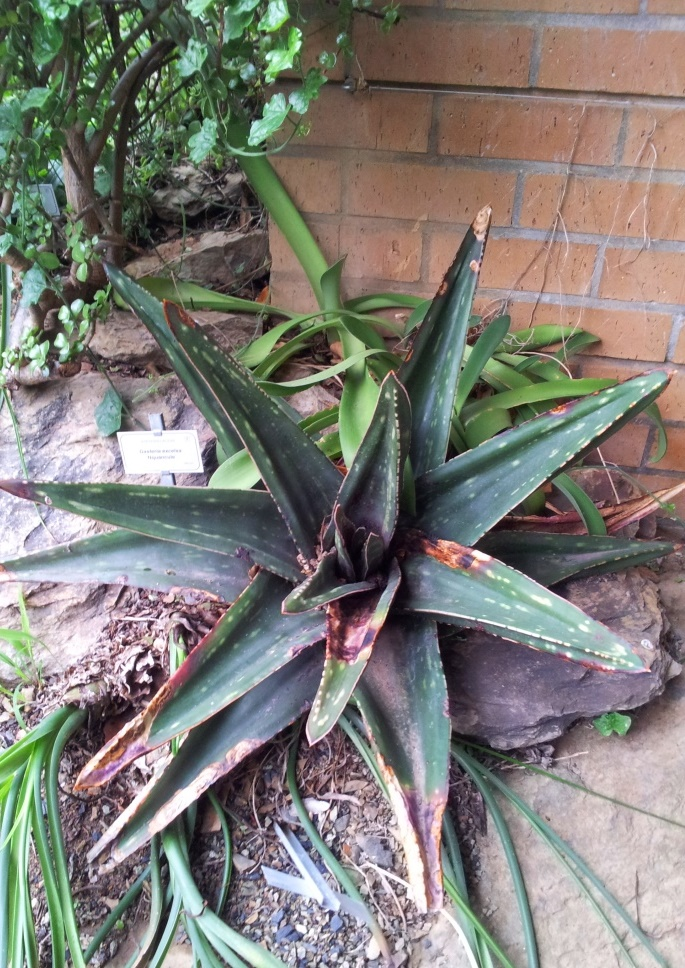
Gasteria excelsa an einer Hausmauer

Gasteria excelsa ist eine Pflanzenart der Gattung Gasteria in der Unterfamilie der Affodillgewächse (Asphodeloideae).

## Beschreibung

### Vegetative Merkmale
Gasteria excelsa wächst stammlos, ist niederliegend bis aufrecht und erreicht bei einem Durchmesser von 60 bis 75 Zentimetern eine Höhe von 30 bis 60 Zentimeter. Sie sprosst von der Basis aus und bildet dichte Klumpen. Die dreieckig-lanzettlichen, aufrecht ausgebreiteten bis etwas zurückgebogenen Laubblätter bilden eine dichte Rosette. Die dunkelgrüne Blattspreite ist 10 bis 40 Zentimeter lang und 10 bis 18 Zentimeter breit. Sie ist mit undeutlichen weißen Flecken bedeckt, die in diagonalen, (selten) fast unsichtbaren Streifen angeordnet sind. Selten ist sie gestreift. Die Epidermis ist glatt. Der Blattrand ist häufig sehr scharf, knorpelig und fein gesägt. Die Blattspitze ist zugespitzt oder stumpf gerundet und trägt ein aufgesetztes Spitzchen. Junge Blätter sind zweizeilig, dicht weiß gefleckt, spreizend, bandförmig und warzig.

### Blütenstände und Blüten
Der Blütenstand ist eine sehr große ausgebreitete Rispe und erreicht eine Länge von 100 bis 190 Zentimeter. Seitenzweige sind aufrecht, nur selten waagerecht, und ausgebreitet. Die hell rosafarbene, selten weiße Blütenhülle ist 22 bis 26 Millimeter lang. Ihr bauchiger Teil ist schmal ellipsoid, weist einen Durchmesser von 6 bis 7 Millimeter auf und erstreckt sich über etwas mehr als die Hälfte der Länge der Blütenhülle. Oberhalb ist sie zu einer Röhre mit einem Durchmesser von bis zu 5 Millimeter eingeschnürt. Der Griffel ragt nicht aus der Blütenhülle heraus.
Die Blütezeit ist Mitte des Sommers.

### Früchte und Samen
Die Früchte sind 17 bis 20 Millimeter lang und 8 bis 12 Millimeter breit. Sie enthalten 4 bis 5 Millimeter lange und 2 bis 3 Millimeter breite Samen.

## Systematik und Verbreitung
Gasteria excelsa ist in der südafrikanischen Provinz Ostkap in subtropischen Dickichten und felsigen Flusstälern verbreitet.
Die Erstbeschreibung durch John Gilbert Baker wurde 1880 veröffentlicht.
Synonyme sind Gasteria fuscopunctata Baker (1880), Gasteria huttoniae N.E.Br. (1908) und Gasteria lutzii Poelln. (1933).

## Nachweise